# Notre Dame Fighting Irish
Notre Dame Fighting Irish är en idrottsförening tillhörande University of Notre Dame och har som uppgift att ansvara för universitetets idrottsutövning.

## Idrotter
Fighting Irish deltager i följande idrotter:
| Herrar - Amerikansk fotboll - Baseboll - Basket - Cross Country - Fäktsport - Fotboll - Friidrott - Golf - Ishockey - Lacrosse - Simhopp - Simning - Tennis | Damer - Basket - Cross Country - Fotboll - Friidrott - Fäktsport - Golf - Lacrosse - Rodd - Simhopp - Simning - Softboll - Tennis - Volleyboll |

## Idrottsutövare

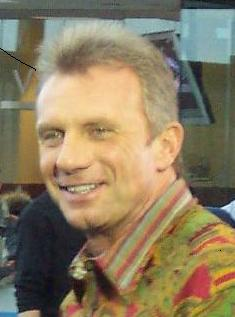
Joe Montana.

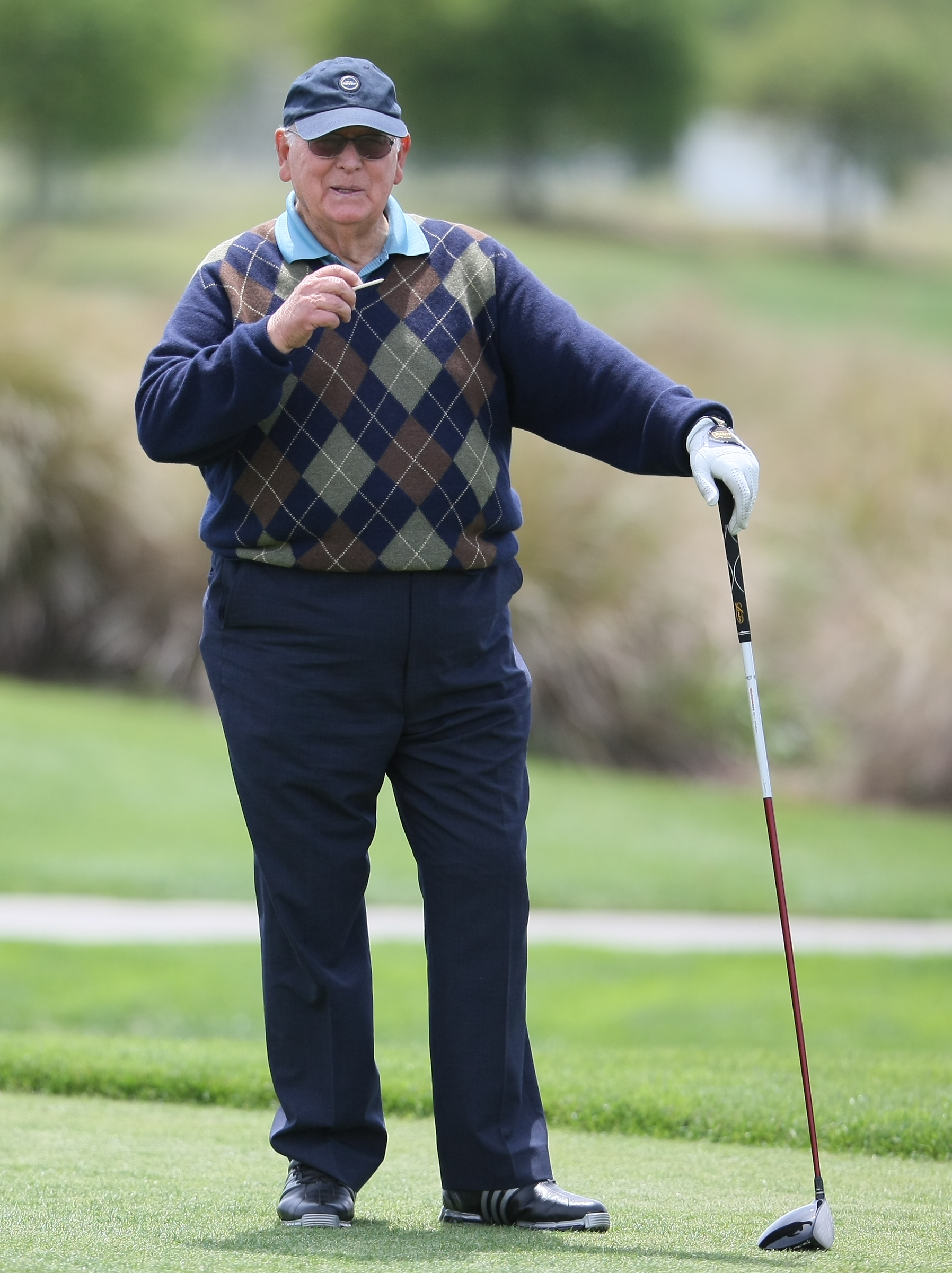
Billy Casper.

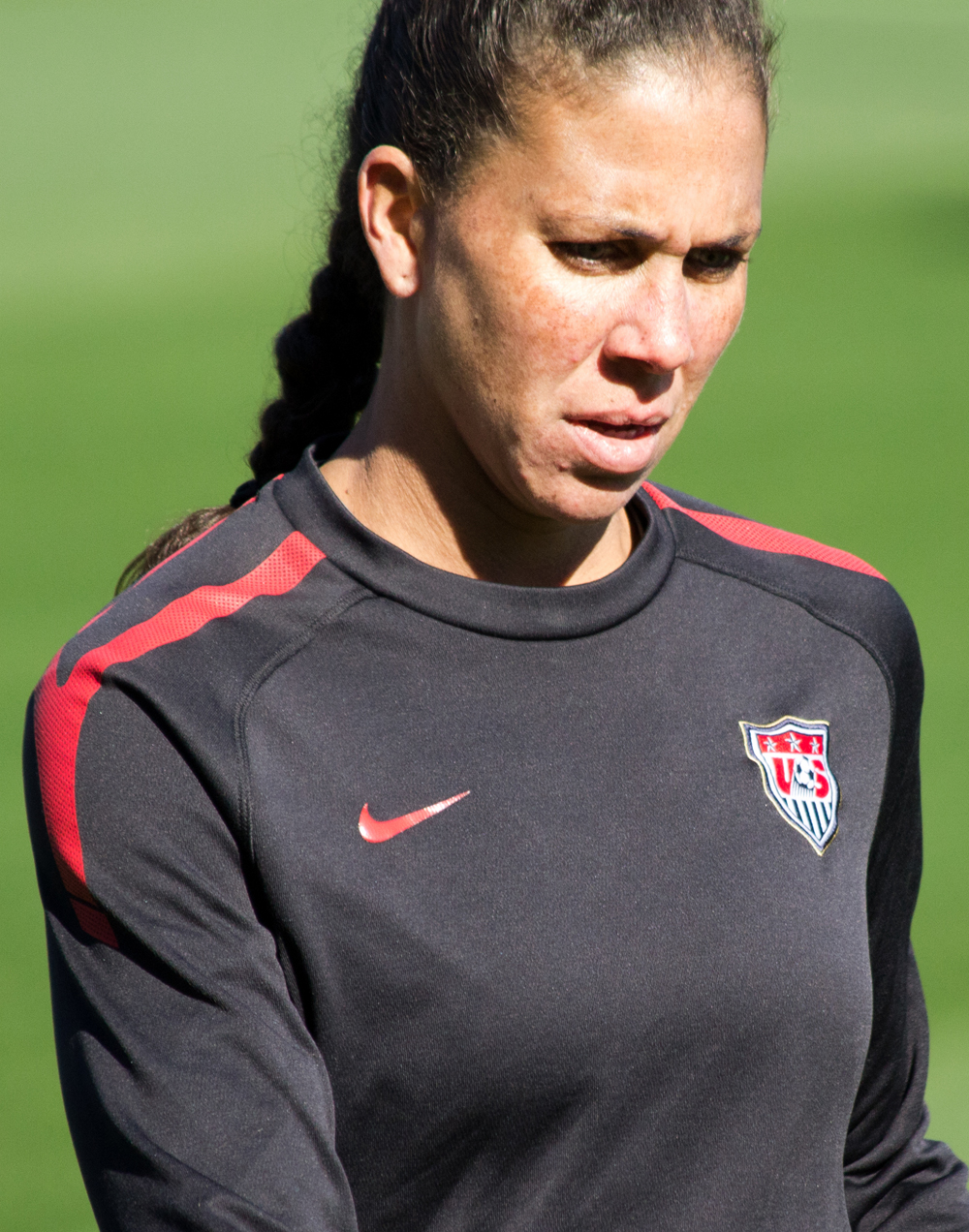
Shannon Boxx.

| Amerikansk fotboll - Joe Montana - Knute Rockne - Jaylon Smith - Manti Te'o Basket - Adrian Dantley - Jerian Grant - Joe Kleine - John Paxson - Matt Ryan - Ruth Riley - Luke Zeller Fotboll - Matt Besler - Shannon Boxx - Candace Chapman - Guðrún Sóley Gunnarsdóttir - Kate Markgraf - Anne Mäkinen - Melissa Tancredi Friidrott - Jim Delaney - August Desch - Thomas Lieb - Eugene Oberst - Ryan Shay - Alex Wilson - Rick Wohlhuter Fäktsport - Mariel Zagunis Golf - Billy Casper | Ishockey - Anders Bjork - Callahan Burke - Nate Clurman - Ian Cole - Erik Condra - Thomas Di Pauli - Mark Eaton - Jake Evans - Steven Fogarty - Dennis Gilbert - Jordan Gross - Vincent Hinostroza - Stephen Johns - Brett Lebda - Anders Lee - Kyle Palmieri - Andrew Peeke - Cal Petersen - Dave Poulin - Calle Ridderwall - Robbie Russo - Bryan Rust - Paul Salem - Riley Sheahan - Landon Slaggert - Spencer Stastney - Yan Stastny - Alex Steeves - T.J. Tynan - Mark Van Guilder - Tim Wallace |